# 刘刚 (1912年)
刘刚（1912年—1997年），男，直隶（今河北）南皮人，中华人民共和国政治人物，曾任中共天津市委书记，天津市人大常委会副主任。